# Хлюстин, Семён Семёнович
Семён Семёнович Хлю́стин (26 ноября 1810, Москва — 28 марта 1844, Кёнигсберг) — поручик, племянник графа Ф. И. Толстого; знакомый А. С. Пушкина и П. Я. Чаадаева.

## Биография
Сын богатого калужского помещика штабс-ротмистра Уланского полка Семёна Антоновича Хлюстина от брака его с графиней Верой Ивановной Толстой (1783—10.12.1879). Получил отличное образование за границей, обучался в Оксфордском университете; ученик известного в то время педагога Эванса. Начал службу в лейб-гвардии Уланского полка, участвовал в турецкой кампании 1828—1829 годов.
Выйдя в отставку с чином поручика в 1830 году, жил несколько лет за границей. В 1834 году, одновременно с Л. С. Пушкиным, поступил на службу чиновником по особым поручениям в Министерство иностранных дел. Был действительным членом Общества испытателей природы и член-сотрудником Общества любителей словесности при Московском университете.
По свидетельству современников, в своём имении Троицкое Медынского уезда Хлюстин владел «прелестной библиотекой». В 1820—1822 годах его крепостным был скрипач А. М. Аматов. Одно время Хлюстин находился в приятельских отношениях с М. Ф. Орловым. Перевел на французский язык его книгу «О государственном кредите», но, поссорившись с ним, сжег свой перевод.
Хлюстин был близким знакомым семьи Гончаровых. Н. Н. Пушкина даже предполагала выдать за него замуж сестру Екатерину. По этому поводу Пушкин однажды написал жене:
Ты пишешь, что думаешь выдать Катерину Николаевну за Хлюстина, а Александру Николаевну — за Убри, ничему не бывать: оба влюбятся в тебя, ты мешаешь сестрам.
В начале 1836 года в Петербурге между Пушкиным и Хлюстиным произошла ссора. Хлюстин повторил неблагоприятное мнение О. И. Сенковского о Пушкине, и только благодаря С. А. Соболевскому дуэль была предотвращена. Имя Хлюстина значится (весна 1836) в «Списке лиц, желающих участвовать в издании журнала „Северный зритель“». Умер в 1844 году в Кёнигсберге, был похоронен в московском Алексеевском женском монастыре.

## Семья
Был женат на Любови Григорьевне Текутьевой (ум. 1886), выпускнице Московского Екатерининского института благородных девиц. Оставшись вдовой, жила с малолетними детьми в своём родовом имении в Курской губернии. После переехала в Москву, а затем — за границу. Вначале — в Италию, а впоследствии поселилась во Франции, где жила её свекровь с дочерью Анастасией, графиней де Сиркур. В браке имела пять дочерей:
- Ольга Семёновна (1837—1910), в первом браке была замужем за Денисом Денисовичем Давыдовым (1826—1867), сыном Д. В. Давыдова; во втором — за известным врачом Карлом Карловичем Боянусом.
- Антонина Семёновна (29.5.1838—19.01.1874), замужем за гофмаршалом двора графом Денгофом. Умерла от нервной горячки в Женеве[4].
- Юлия Семёновна (ум. 1857)
- Мария Семёновна (1842—13.04.1876), с 1860 года замужем за Александром Илларионовичем Бибиковым (1826—1889), сыном И. М. Бибикова. Умерла от тифозной горячки в Париже, похоронена в Москве.
- Вера Семёновна (ум. 1904), замужем за Анненковым.

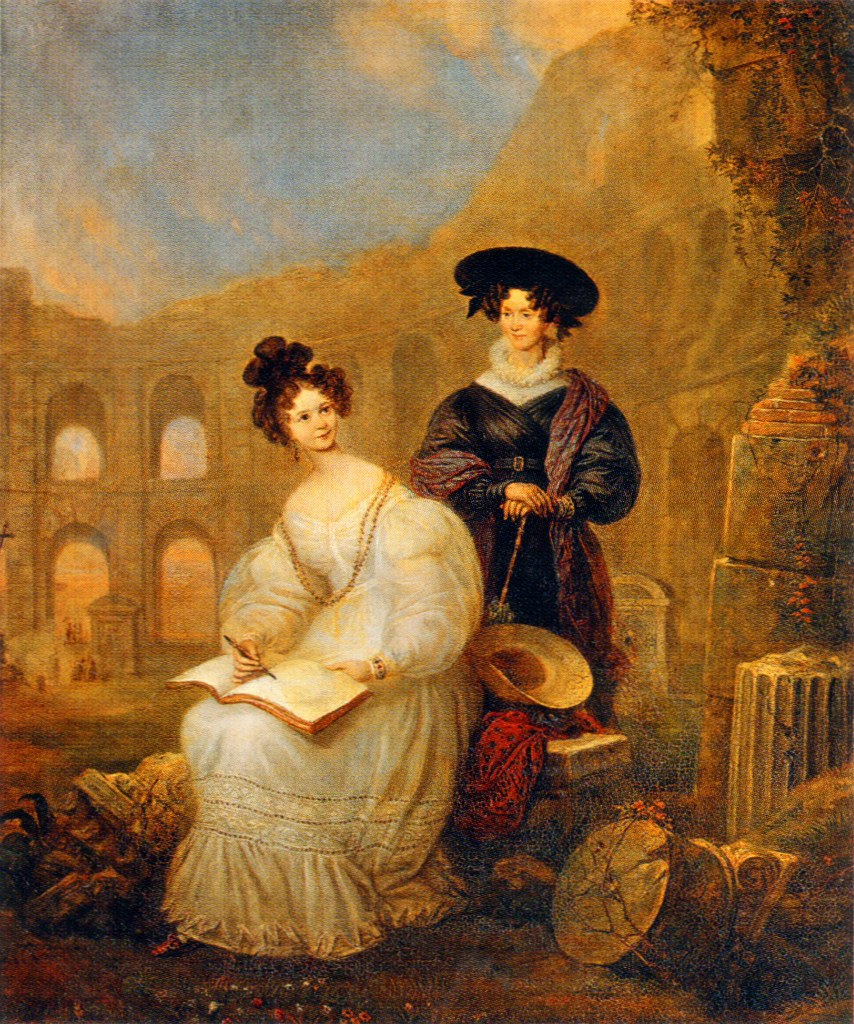
Вера Ивановна Толстая (мать) и Анастасия Семёновна (сестра)
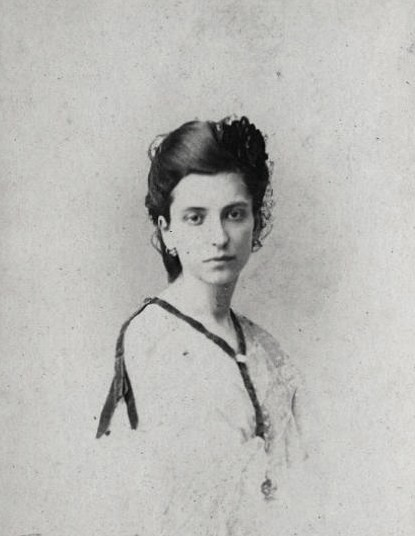
Антонина Семёновна (дочь)
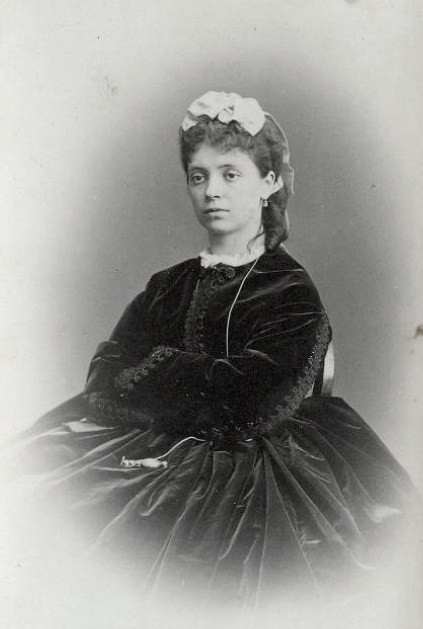
Мария Семёновна (дочь)
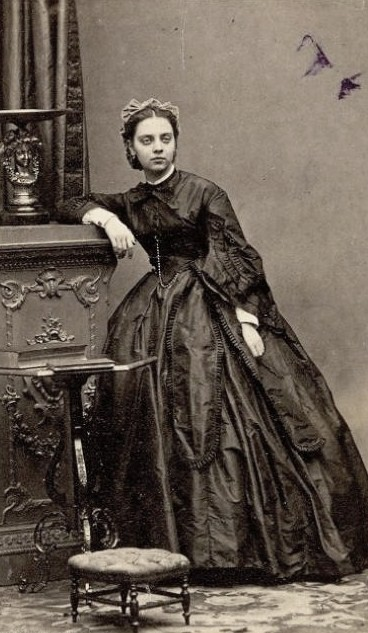
Вера Семёновна (дочь)